# Kuppen 1756
Kuppen 1756 var ett misslyckat kuppförsök i Sverige år 1756 som planlades av drottning Lovisa Ulrika för att återinföra monarkins politiska makt. Fyra adelsmän som var delaktiga i kuppförsöket torterades och avrättades den 23 juli 1756: greve Erik Brahe, Gustaf Jakob Horn af Rantzien, Magnus Stålsvärd och Johan Puke inom synhåll för slottet. Den 26 juli, tre dagar senare, halshöggs ytterligare fyra män: Ernst Angel ("löparen Ernst") och underofficerarna Gabriel Mozelius, Per Christiernin och Israel Israelsson Escholin. Detta var en av de sista gångerna tortyr användes i Sverige.

## Bakgrund
Frihetstiden (1718–1772) kännetecknas av att den yttersta politiska makten låg hos riksdagen, medan kungamakten var svag. Efter Fredrik I:s död 1751 övertogs tronen av Adolf Fredrik, varvid Lovisa Ulrika blev drottning. Lovisa Ulrika ogillade ständerväldet och betraktade monarkin som den ideala styrelseformen. Den utlösande faktorn bakom kuppförsöket var återinförandet av den så kallade kungliga namnstämpeln, samt regeringens utnämning av den hattrogne C.F. Scheffer till kronprins Gustavs uppfostrare. 
Frågan om Tessins ersättare som kronprinsens guvernör och därmed tronföljarens uppfostran placerade Lovisa Ulrika i kraftig konfrontation med ständerna, som mot hennes och Adolf Fredriks vilja påtvingade dem en guvernör de hade sagt nej till. Vid samma tidpunkt avgjorde slutligen en utredning, att de luckor i författningen Lovisa Ulrika hade pekat på, och använt för att få det att verka som om monarken hade större makt än ständerna påstod, skulle fyllas igen och att monarken i fortsättningen inte kunde vägra sin underskrift och i de fall han gjorde det skulle hans underskrift ersättas av en namnstämpel. En kommission, den så kallade förräderikommissionen ledd av Olof Bidenius Renhorn, som hade tillsatts under Riksdagen 1755-56 för att undersöka oroligheter och oegentligheter i bondeståndet började också ägna sig åt att undersöka andra politiska brott, och förfölja Lovisa Ulrikas anhängare inom hovpartiet, däribland Erik Wrangel, som fick fly till Norge. Dessa händelser ska ha utlöst planerna på kuppen 1756, som blev Lovisa Ulrikas främsta försök att störta ständerväldet och återinföra reell monarki genom en revolution.  
En första plan på en revolution gick ut på att kungaparet föregivande en resa till Drottningholm skulle be sig till Uppsala och där med hjälp av överstarna Stierneld och Kalling sammankalla Närkes, Värmlands och därefter förhoppningsvis Uppsalas regementen samt livgardet och tåga mot Stockholm. Detta kuppförsök omintetgjordes av kungens insjuknande i feber orsakad av en halsböld i april 1755.

## Förberedelser
I Lovisa Ulrikas hemliga (skriven med chiffer) korrespondens med sin bror kung Fredrik II av Preussen under denna tid berättar drottningen om sina planer på en kupp. Fredrik den Store var dock emot sådana planer och han bad till slut Lovisa Ulrika att besinna sig. Drottningen var dock fast besluten att genomföra kuppen.
För att finansiera kuppen sökte Lovisa Ulrika stöd från Frankrike, England och Ryssland men utan framgång. Hon försökte också låna 100 000 ecu från sin bror Fredrik II som dock nekade. Via en före detta kammarherre och kapten vid drottningens livregemente, Greve Johan August Meijerfeldt, lånade hon 6000 dukater av sin äldre syster Filippa Charlotta och svågern hertig Karl I av Braunschweig. Detta belopp blev dock inte använt till kuppen utan hamnade till slut hos friherre Erland Broman som använde beloppet till att finansiera slottet Rosersberg. Genom sin bror August lät hon sända kapten Johan Puke, som för övrigt var en god vän och lojal vapendragare till sitt förra befäl Johan Hård, till Berlin för att pantsätta kronjuvelerna. Hattsympatisören Ulrika Strömfelt ska ha informerat regeringen om att delar av kronjuvelerna saknades. Sekreta utskottet fattade dock misstankar och krävde i april 1756 att få inventera kronjuvelerna. Lovisa Ulrika tillkallade två av utskottets ledamöter och förklarade att hon betraktade de juveler hon mottagit i Berlin som sin enskilda egendom och vägrade lämna ut dem, men att hon gärna lämnade ut dem hon fått sedan dess och därefter vägrade att behålla dem. Adolf Fredriks sjukdom gjorde att hon fick tid att återfå juvelerna från Berlin 20 maj. 
Den 3 juni visade hon de okontroversiella juvelerna, men vägrade fortfarande att visa upp "Berlinjuvelerna". Efter påtryckningar gick hon med på att visa upp dem den 22 juni. 
Tillsammans med greve Johan Ludvig Hård, Horn och Brahe planerade hon mot Adolf Fredriks vilja att utlösa revolutionen genom ett upplopp i Stockholm innan dess. 
Planen var att utlösa ett upplopp understött av Stockholms garde och garnison, under vilket hovpartiets anhängare skulle ta kontroll över artillerigården, arrestera oppositionen och avbryta riksdagen; en ny riksdag skulle därefter sammankallas i Västerås eller Norrköping. Genom mutor värvades anhängare bland soldater och allmänhet inför upploppet.

## Upptäckt

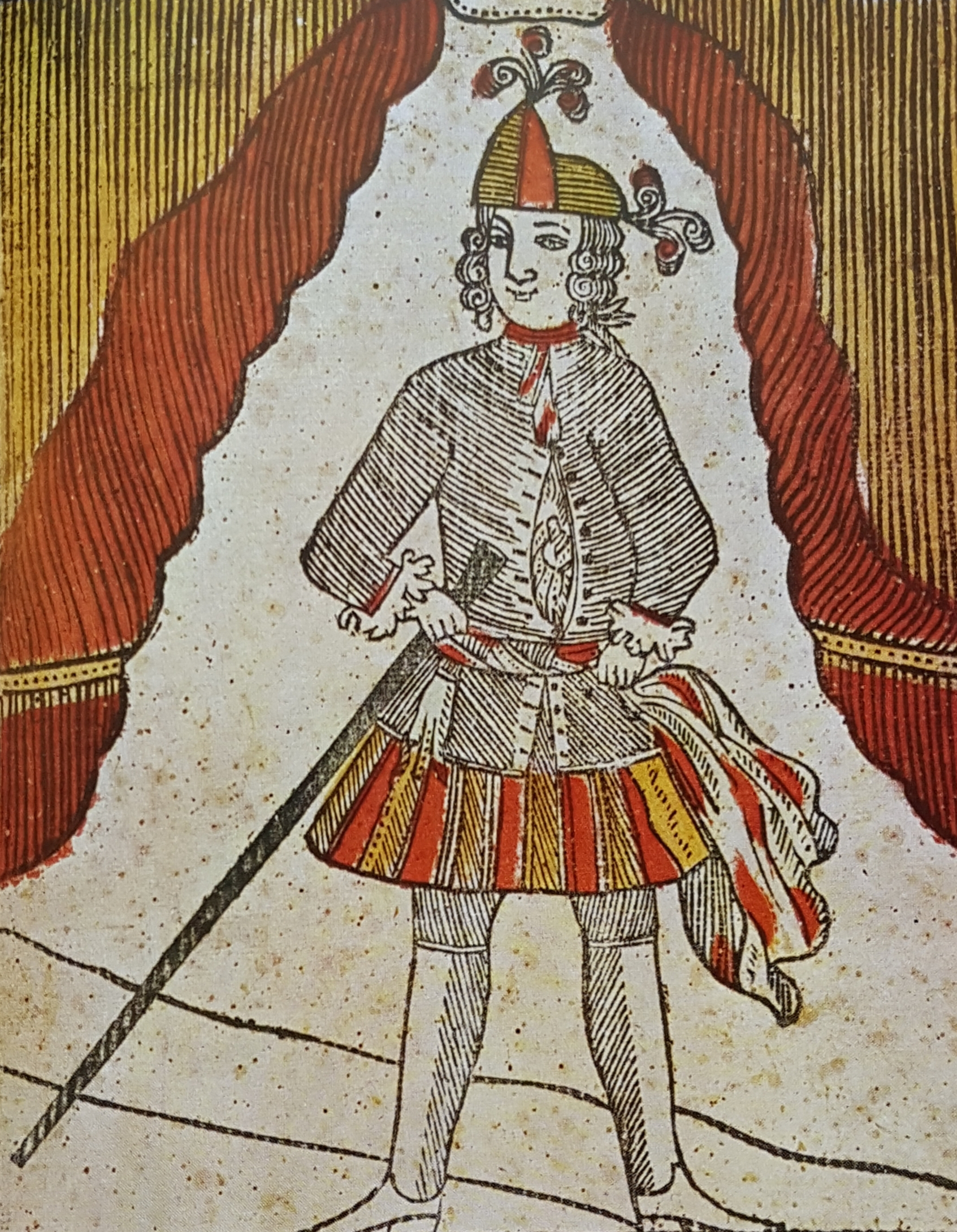
Hovlöparen Ernst Angel.

Den 20 juni underrättades hon om planens detaljer av den avskedade hovlöparen Ernst Angel genom sin kammarjungfru mamsell Noveire. Angel hälsade att det snart skulle "braka lös". Hon förhörde Horn som avslöjade detaljerna och sade till honom att vara försiktig och göra sig av med Angel. Kuppen var inte tänkt att äga rum samma kväll, något Angel hade trott, och tydligen i berusat tillstånd talat om ute i staden. En officer vid namn Christiernin hade frågat en korpral Schedvin om han var beredd att vara sin kung trogen, och Schedvin i sin tur hade meddelat detta till hattpartisten löjtnant greve Lorentz Creutz, som förde det vidare till Axel von Fersen. Den 22 juni 1756 lämnade kungaparet staden och reste till Ulriksdal för att slippa närvara vid inspektionen av kronjuvelerna. Samtidigt höll deras anhängare Ehrensvärd artillerigården redo. Samma dag arresterades Christiernin, Stålsvärd, Puke, Angel och flera andra. Ernst Angel bekände och avslöjade hela planen. På eftermiddagen meddelade Horn henne arresteringarna, och hon råddes av Meijerfeldt att bege sig till Uppsala och sätta den föregående planen i verket. Horn rådde henne att avvakta Brahe och Ribbings återkomst. Vid återkomsten till staden på kvällen patrullerades gatorna av frivilliga adelsmän och kanoner stod riktade mot slottet. Axel von Fersen skickade därefter kungaparet en formell redogörelse för vad som hänt. Kungaparet tillbringade natten med Ribbing och Meijerfelt sedan Horn kallats bort: de ska ha haft planer att slå sig ur staden med gardets hjälp, men gardet avböjde. Morgonen därpå hölls sammanträde med Brahe, Hård och Rudbeck och det föreslogs att man skulle bege sig till Uppsala. Rudbeck vägrade dock, och eftersom hans hjälp var avgörande då han hade kontroll över Uppsala garnison, fick planerna slutgiltigt uppges och kuppen hade misslyckats.

## Upplösning och straff
Under förräderikommissionen, ledd av dess ordförande Olof Renhorn, utreddes kuppen och rättegången började.
Under slutet av juni 1756 arresterades eller flydde Hovpartiets anhängare eller lämnade hovet: hennes närmaste vän Ulrika Eleonora von Düben kallades även hon ut på landet till Riksten av sin släkt för att inte dras med i fallet. Lovisa Ulrika försökte ingripa till sina anhängares förmån, men förgäves. Adolf Fredrik blev tvingad av riksrådet att utge en skrivelse där han tog avstånd från statskuppförsöket. Den 16 juli avkunnade kommissionen dom mot kuppmakarna. Totalt 8 dödsdomar och 53 andra straff utdelades för delaktighet i kuppen och tilldelades olika straff inklusive landsförvisning, spöstraff och böter. Fyra avrättningar skedde den 23 juli på Riddarholmstorget, nuvarande Birger Jarls torg. Kungaparet reste till Ulriksdals slott för att slippa närvara vid avrättningarna. Då myndigheterna inte kunde utesluta fritagningsförsök eller andra oroligheter beordrades Livgardet att stå på post med kanoner vid stadens broar. Artilleriregementet vaktade själva avrättningsplatsen med 600 soldater. När Erik Brahe skulle avrättas gick han fram till stupstocken och läste upp ett tal och sedan psalmen "Jesus allt mitt gott är". Tre dagar senare avrättades Ernst Angel, underofficer arna Gabriel Mozelius, Per Christiernin och Israel Israelsson Escholin.
En av de militärer som stött kuppen var kapten Ture Gyllenspets. Han miste sin tjänst och landsförvisades. Tre andra militärer, sergeant Peter Beckman vid Livgardet, Nils Hermelin som var Livdrabant och artillerisergeant Gustaf Vogel, dömdes till böter på mellan 40 och 100 riksdaler. Bland de civila som dömdes för inblandning i kuppen fanns pigan Stina Ihrmark, systrarna Charlotta och Maria Elisabeth Winter samt Kammarherren Hans Gustaf Rålamb som alla dömdes till böter. Ständerna var medvetna om att Lovisa Ulrika låg bakom kuppförsöket. Protokollen från överläggningarna saknas, men det ska ha förekommit förslag bland de mer radikala deltagarna i förräderikommissionen om att låta skilja henne från Adolf Fredrik och förvisa henne från riket eller till en avlägsen provins. En av de inom kommissionen som ville gå hårdast mot Lovisa Ulrika, enligt Axel von Fersen, var Carl Fredrik Pechlin som ville låta avrätta drottningen. Själv påstod hon att Pechlin hade velat förgifta henne. Någon åtgärd vidtogs i slutändan inte mot henne, möjligen med hänsyn till utlandet. Den 4 augusti 1756 fick Lovisa Ulrika motta en delegation bestående av ärkebiskopen samt biskop Samuel Troilius från ständernas prästerskapets ledamöter. De hade fått i uppdrag att framlägga en officiell förebråelse för hennes försök till statskupp, dock inte i egenskap av riksråd utan som präster. I denna förklarades det att: "hon förgätit (glömt) sin plikt mot Gud, sin gemål och Sveriges rike och att hon bar skulden för de nyligen avlivades blod". Enligt protokollet fick hon i ett egenskrivet svar betyga sitt nöje med ståndets mogna förebråelser till hennes och rikets bästa. Enligt Troilius försäkrade hon "att hon icke i något tänkt ont mot riket", men "huru hjärtat varit beskaffat vore allena Gud bekant, dock ville man förmoda det bästa".  Lovisa Ulrika ska ha uppfattat detta som en svår förödmjukelse och skrev till sin bror: "I de svåraste stunder påminner jag mig att jag är Fredrik den Stores syster". Kungaparet fick också villkorlig avsättningsdom i en riksakt från ständerna, som skulle sättas i verket om ett sådant kuppförsök upprepades. 

## Efterdyningar
Den 21 augusti 1765 utfärdades en allmän amnesti för deltagarna i kuppen vilket tillät dem att resa hem till Sverige igen. En av dem var Johan Ludvig Hård som efter sin flykt hade tagit tjänst i den preussiska armén där han tjänstgjorde i bland annat det sjuåriga kriget.